# Idoménée
Pour les articles homonymes, voir Idoménée (homonymie).
Dans la mythologie grecque, Idoménée (en grec ancien Ἰδομενεύς / Idomeneús), fils de Deucalion et petit-fils de Minos, est roi de Crète.

## Mythe
Il conduisit les troupes de Crète au siège de Troie, avec une flotte de quatre-vingts vaisseaux, et s'y distingua par quelques actions d'éclat, comme le meurtre d'Othryonée. Après la prise de la ville, ce prince, chargé de dépouilles troyennes, retournait en Crète, lorsqu'il fut assailli par une tempête, où il pensa périr.
Dans le pressant danger où il se trouva, il fit vœu à Poséidon de lui immoler, s'il revenait dans son royaume, le premier être vivant qui se présenterait à lui sur le rivage de Crète. La tempête cessa, et il aborda au port, où son fils, averti de l'arrivée du roi, fut le premier être qui parut devant lui. On peut s'imaginer la surprise et en même temps la douleur d'Idoménée quand il l'aperçut. En vain, les sentiments de père combattirent en sa faveur ; un zèle aveugle de superstition l'emporta, et il résolut d'immoler son fils au dieu de la mer. Plusieurs auteurs anciens prétendent que cet horrible sacrifice fut consommé, et plusieurs modernes ont suivi cette tradition. D'autres affirment que le peuple, prenant la défense du jeune prince, le retira des mains d'un père furieux.
Le peuple crétois, saisi d'horreur par ce geste de leur roi, se souleva contre lui et l'obligea à quitter ses États. Il se retira sur les côtes d'Hespérie où il fonda Salente. Il fit observer dans sa nouvelle ville les sages lois de son ancêtre Minos, et mérita de ses nouveaux sujets les honneurs héroïques après sa mort.
Pausanias rapporte qu'il a vu sa représentation sur un groupe sculpté où il portait un coq gravé sur son bouclier, en tant que descendant d'Hélios.

## Évocations artistiques

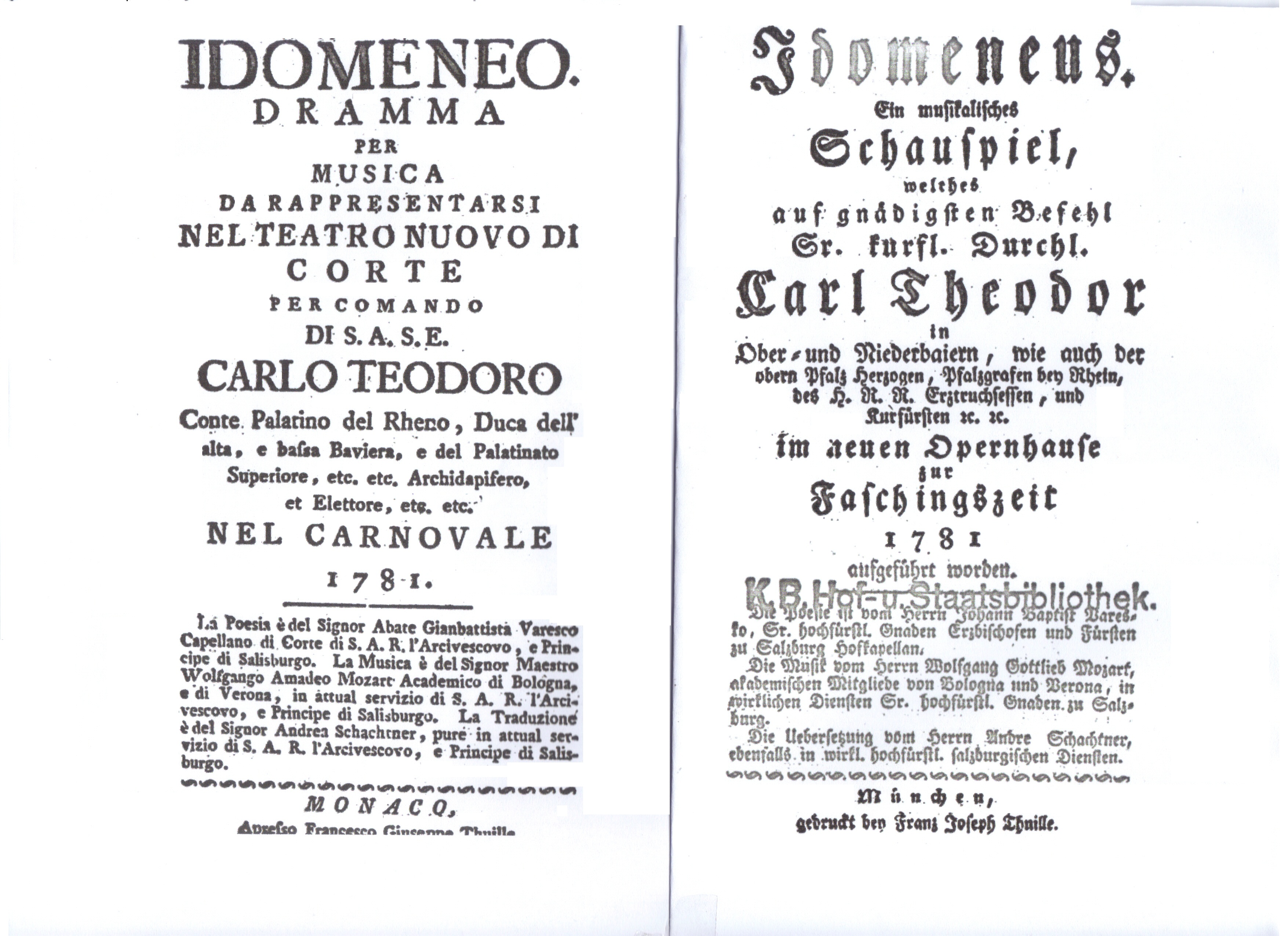
Pages de titre en italien et allemand de l'opéra de Mozart Idomeneo, re di Creta.

- Idoménée, tragédie en cinq actes et en vers de Crébillon père (1705) ;
- Idoménée, tragédie en musique d'André Campra sur un livret d'Antoine Danchet (1712).
- Idomeneo, re di Creta, opéra de Mozart (1781).
- La Télémaquie de Fénelon où il apparaît à Télémaque.

### Source
- Diodore de Sicile, Bibliothèque historique [détail des éditions] [lire en ligne] (V).